# Lucrèce d'Este
Lucrèce d'Este (née le 16 décembre 1535 à Ferrare, dans l'actuelle région d'Émilie-Romagne, alors dans le duché de Ferrare et morte en 1598 dans la même ville) est une princesse de Ferrare et une duchesse d'Urbin par son mariage de 1574 à 1598. Lucrèce d'Este est considérée comme l'une des femmes les plus cultivées de son temps, fréquentant les scientifiques et les poètes. Elle est connue pour son mécénat des arts. Les négociations qu'elle engage avec le Saint-Siège permettent de conserver le statut de souverain et le titre de duc de Modène et Reggio à la maison d'Este.

## Biographie

### Jeunesse
Troisième fille d'Hercule II d'Este, duc de Ferrare et de son épouse la princesse Renée de France, deuxième fille de Louis XII et d'Anne de Bretagne, Lucrèce d’Este passe son enfance à Ferrare où, amoureuse des arts et des mondanités, elle reçoit avec ses sœurs une excellente éducation grâce à sa mère, qui invite à la cour des professeurs de renom pour ses enfants. Les princesses étudient ainsi les langues anciennes et modernes, la littérature classique, la philosophie et la poésie, ainsi que la musique et le chant. Les professeurs de Lucrèce sont les humanistes Olympia Fulvia Morata et François Portus. Elle aime le théâtre, fréquente les scientifiques et les poètes, parmi lesquels le philosophe Francesco Patrizi et Le Tasse. Ce dernier consacre une série de poèmes, O figlie di Renata, à Lucrèce et Éléonore, sa sœur cadette.

### Mariage
Le 18 février 1570, elle épouse à Ferrare François Marie II della Rovere, duc d'Urbin, de quatorze ans son cadet. Sa dot était de cent cinquante mille ducats. La jeune femme s'entend bien avec son beau-père, mais le mariage est malheureux, son époux ne cessant de lui reprocher leur différence d'âge et lui ayant transmis la syphilis. De plus, avant son mariage, Lucrèce entretenait une relation avec le comte Ercole Contrari, capitaine des gardes du duc de Ferrare. Leur liaison continue après son mariage et quand son frère le découvre, il fait étrangler son amant sous ses yeux le 2 août 1575. Cependant, Lucrèce entame une nouvelle liaison avec le comte Luigi Montecuccoli. En 1578, grâce à la médiation du cardinal Charles Borromée, le Saint-Siège autorise le couple à se séparer mais n'annule pas leur mariage, et Lucrèce retourne à Ferrare. Ce n'est qu'après sa mort que son mari peut contracter un nouveau mariage avec sa jeune cousine Livia della Rovere, avec laquelle il a l'héritier tant attendu.

### Rôle politique
En 1567, le pape Pie V publie la bulle Prohibitio alienandi et infeudandi civitates et loca Sanctae Romanae Ecclesiae qui interdit aux enfants illégitimes l'investiture de fiefs appartenant à l'Église, sachant qu'Alphonse II ne peut avoir d'enfants et que son héritier apparent, César d'Este, est issu d'une branche illégitime de la maison.
À la mort de son frère, et malgré son hostilité envers son successeur, elle tente de le faire reconnaître comme l'héritier légitime de la maison d'Este. César, sous le coup d'une excommunication et fuyant les armées de la papauté, envoie Lucrèce négocier avec le cardinal Pietro Aldobrandini. La Convention de Faenza du 12 janvier 1598 est le fruit de ses efforts : le Saint-Siège y reconnaît la domination de César sur les duchés de Modène et de Reggio en échange du retour du duché de Ferrare dans les états pontificaux. Ainsi, la maison d'Este peut conserver son statut de maison souveraine.